# Крок (компания)
ЗАО «КРОК инкорпорейтед» — российская компания, связанная с рынком информационных технологий. Работает на рынке c 1992 года и занимается предоставлением услуг в области тиражируемых продуктов, управляемых B2B-сервисов, перспективных сквозных технологий (Big Data, блокчейн, искусственный интеллект, интернет вещей, роботизация, машинное обучение).
Главный офис компании расположен в Москве.

## История
КРОК была создана в 1992 году в Москве. В начале компания занималась поставками и обслуживанием компьютерного, периферийного и сетевого оборудования.
В 1995 году основным направлением стала системная интеграция. С 1996 по 1998 год КРОК начал работать в сфере вычислительных и структурированных кабельных систем, сетей, корпоративной телефонии и систем хранения.
В 2000—2001 году компания расширила сеть региональных сервисных центров Compaq. В 2001 году компания открыла филиал «КРОК Северо-Запад» в Санкт-Петербурге, в 2002 году в Новосибирске открыт филиал "КРОК Сибирь" (закрыт в 2009 году), в 2004 году в Екатеринбурге появился филиал «КРОК Урал».
С начала 2000-х компания являлась одним из крупных поставщиков ИТ-услуг.

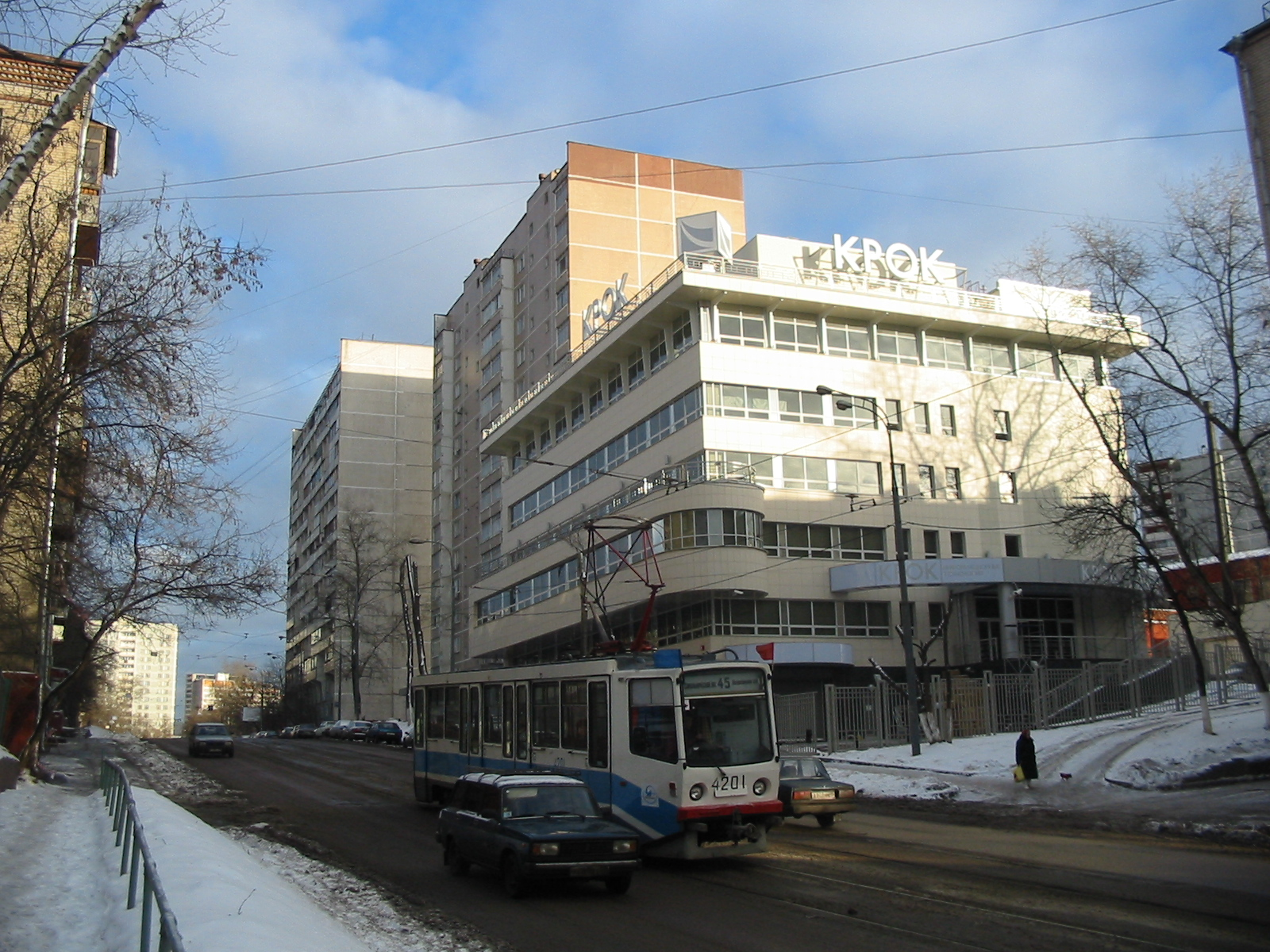
Здание КРОК в Москве (2003)

С 2005 года компания начала развивать направление создания и поддержки систем обработки и хранения данных.
В 2008—2009 годах из-за экономического кризиса в рамках направления вычислительных систем увеличилось число проектов по виртуализации, созданию и организации переездов «контейнерных» ЦОД и аутсорсингу. Развивались направления по созданию систем видеоконференцсвязи и аудиовизуальных комплексов. В начале 2009 года московские офисы компании переехали в новое здание на Волочаевской улице.
В 2010 году компания запустила первую разработанную в России облачную платформу.
В 2011 году начала реализацию проектов по использованию альтернативных источников энергии. В 2012 году инновационное подразделение КРОК начало реализацию проектов виртуальной реальности (VR) для заказчиков.
В 2016 году компания запустила сервис «КРОК Диск» для безопасного корпоративного обмена файлами. Компанией был реализован проект по внедрению системы безопасности, телетрансляции, телекоммуникаций, мультимедиа, а также автоматизации и диспетчеризации инженерных систем на стадионе ФК «Краснодар».
В 2017 году компания начала продажу управляемых и облачных сервисов.
Также в 2017—2018 годах начался процесс цифровой трансформации компании и внедрения технологических решений, меняющих подходы к разработке продуктов и созданию новых точек роста для бизнеса на разных рынках.